# TVR・サーブラウ
サーブラウ（Cerbera）は、イギリスのTVRが製造・販売していた4人乗り(2+2)クーペである。名前の由来はギリシア神話に登場する怪獣「ケルベロス（Cerberus）」。

## 概要
ピーター・ウィラーが社長に就任してから3車種目となるモデル。1994年のブレミンガムモーターショーでプロトタイプが発表され、1997年に発売された。
シャシはそれまでのTVR車と同じく、鋼管を使用したチューブラーフレームと繊維強化プラスチック（FRP）製ボディの組み合わせを踏襲。ボディタイプはクーペのみ。グリフィスやキミーラと比較してホイールベースを280 mmほど延長し、2+2シーターの4人乗りとしている。サスペンションは前後ともにダブルウィッシュボーン式。

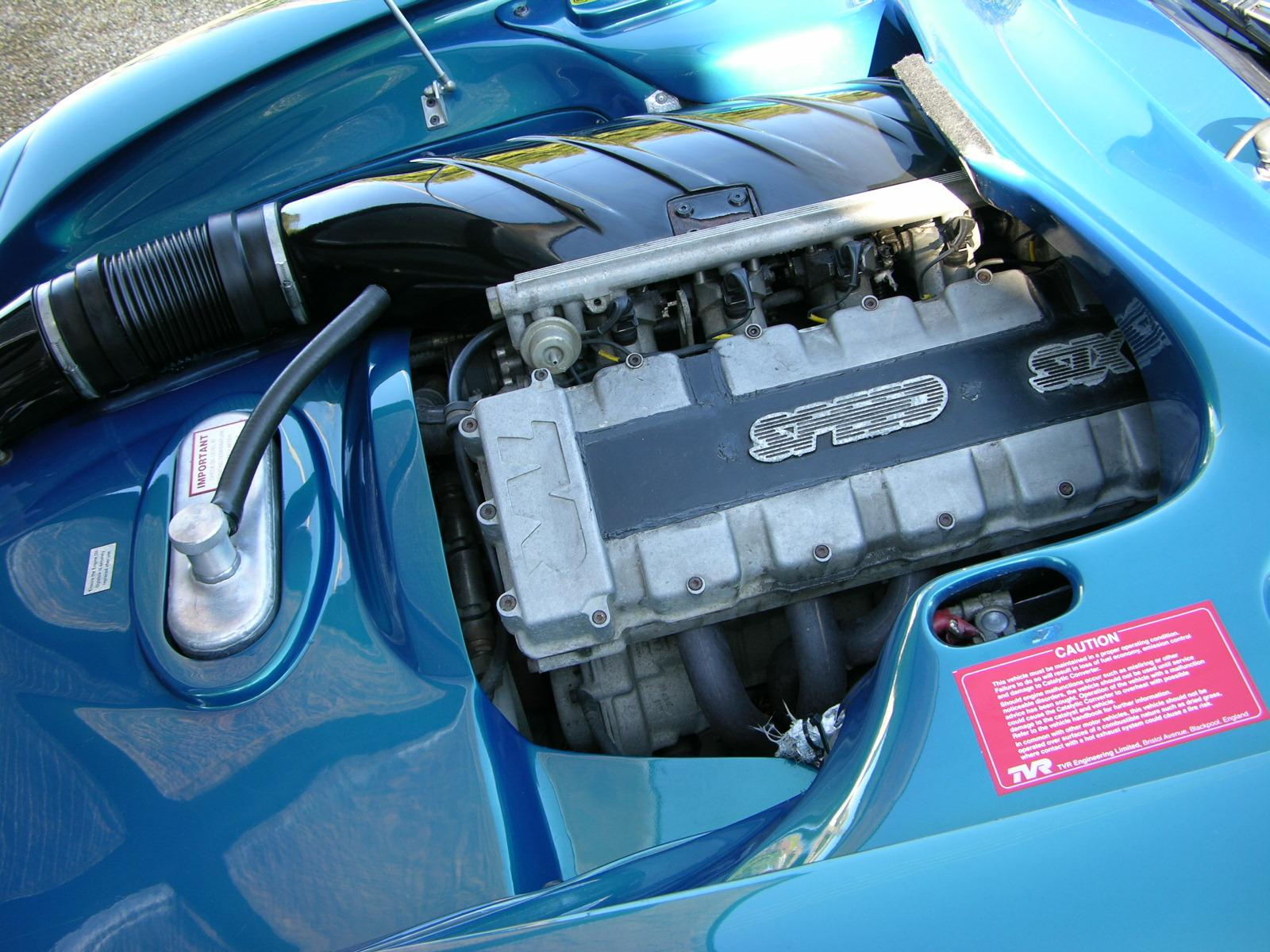
サーブラウに搭載されるSpeed Sixエンジン。

エンジンは初の自社製エンジンであるV型8気筒SOHC「AJP8」を搭載する。発売当初の1997年は4.2 L仕様のみだったが、同年内に4.5 L仕様が追加。1999年には4.0 L 直列6気筒DOHC「Speed Six」を搭載するモデルが追加された。駆動方式はFRで、トランスミッションはLSD付きの5速MTのみである。
大排気量の高出力エンジンと、1,100 kgという軽量なボディにより、操縦難易度は極めて高いものとなっている。ABSやエアバッグ等の安全装備は一切搭載していない。

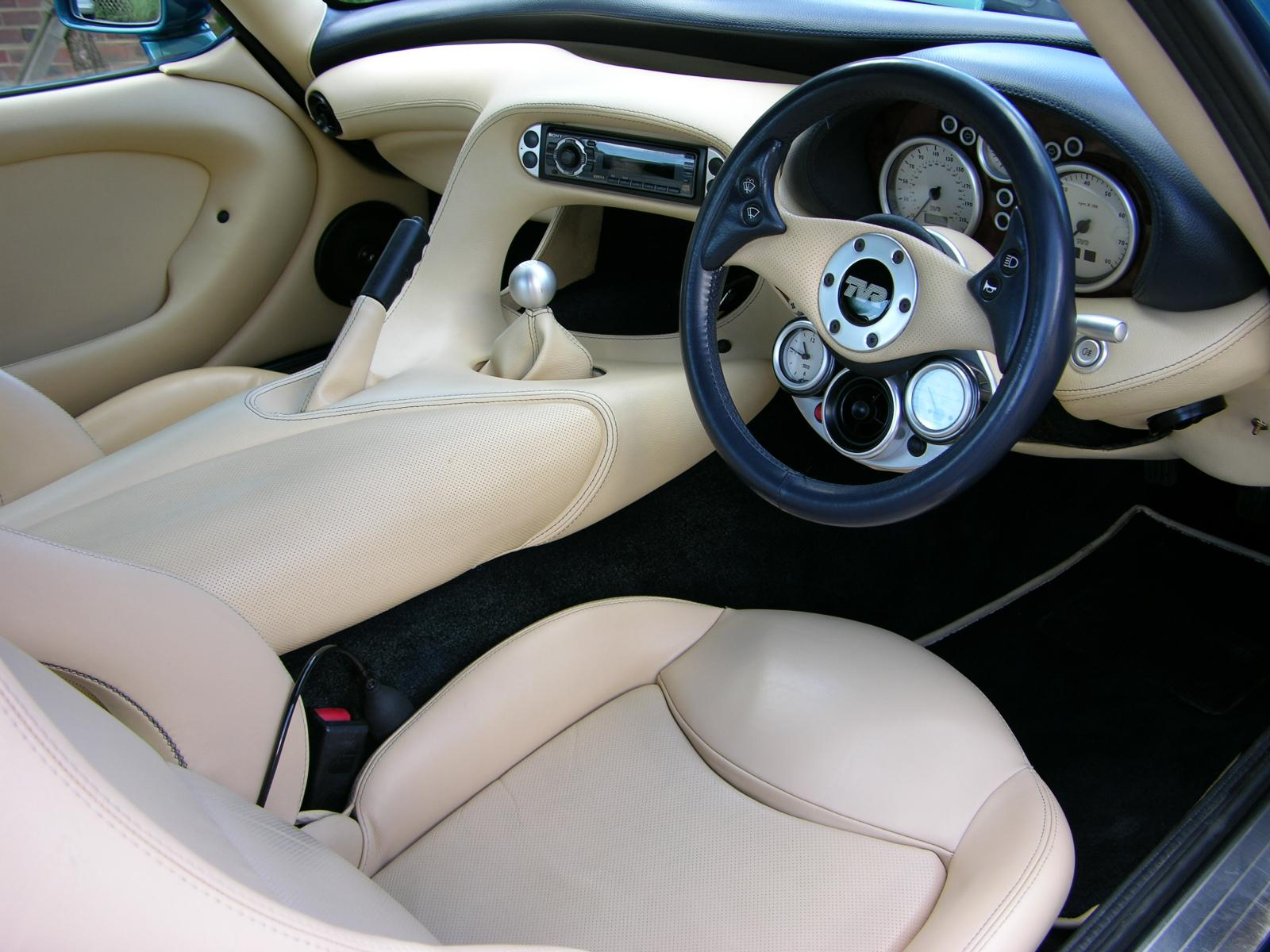
インテリア

インテリアにはレザーを使用。曲線を用いたデザインや、ステアリングコラムの下にある燃料残量計と時計、エアコン吹き出し口が設けられたインパネなど、個性的なデザインを有している。ドアの開閉にはミラー下部の白いスイッチを押すという、個性的なギミックが仕組まれている。
2000年にフェイスリフトを行い、ヘッドライトが大径1灯から小径3灯に変更された。2005年に生産終了。